# Comité Olímpico Congoleño
El Comité Olímpico Congoleño es el Comité Nacional Olímpico de la República Democrática del Congo, fundado en 1963 y reconocido por el COI desde 1968.